# ستيوارت كار
ستيوارت كار (بالإنجليزية: Stewart Carr)‏ هو راكب الكنو أمريكي، ولد في 11 سبتمبر 1966.

## وصلات خارجية
- ستيوارت كار على موقع أوليمبيديا (الإنجليزية)